# فرودگاه رودخانه گمشده ۱
فرودگاه رودخانه گمشده ۱ (به انگلیسی: Lost River 1 Airport) یک فرودگاه خصوصی بهره‌برداری هوایی با کد یاتا LSR است که یک باند فرود شن دارد و طول باند آن ۱۱۱۳ متر است. این فرودگاه در کشور ایالات متحده آمریکا قرار دارد و در ارتفاع ۲۴ متری از سطح دریا واقع شده است.